# 項紋條鰍
項紋條鰍（學名：Nemacheilus monilis）為輻鰭魚綱鯉形目條鰍科條鰍屬的其中一種。分布於亞洲印度西高止山淡水流域，體長可達4.8公分，棲息在礫石底質河川底層水域，生活習性不明。

## 扩展阅读
維基物種上的相關：項紋條鰍